# Bigfoot
Bigfoot, Chân to hay Sasquatch là một sinh vật huyền thoại to lớn và lông lá trông giống như khỉ mà một số người tin rằng sống ở rừng, chủ yếu ở Tây Bắc Thái Bình Dương của khu vực Bắc Mỹ.

## Miêu tả
Bigfoot được mô tả trong các báo cáo là một sinh vật như vượn lông lớn, cao khoảng 2-3m, trọng lượng hơn 230 kg, và được bao phủ trong lớp lông màu nâu sẫm hoặc đen. Nhân chứng đã mô tả nó có đôi mắt to, trán thấp. Bigfoot thường được mô tả là mạnh mẽ, mùi rất khó chịu. Những dấu chân khổng lồ được phát hiện lớn 60 cm và dài 20 cm. Những người ủng hộ cho rằng Bigfoot là một loài động vật ăn tạp và chủ yếu hoạt động về đêm.

## Di truyền học
Thông thường số lượng các loài phải lên tới hàng chục, hàng ngàn cá thể thì mới phần nào đảm bảo tính đa dạng di truyền đủ để duy trì sự sống cho loài đó. Như vậy, phải có ít nhất một trường hợp từng bị giết hại, đấy là chưa kể tới những cái chết do tai nạn, bệnh tật hoặc tuổi già. Tuy nhiên, đến nay người ta vẫn chưa tìm thấy bất kỳ bộ phận cơ thể nào của Bigfoot.

## Phản bác
Hầu hết các nhà khoa học đều cho rằng Bigfoot đó là một sự kết hợp của văn hóa dân gian, hoặc xác định sai, hay trò lừa bịp, chứ không phải là một động vật sống vì thiếu bằng chứng.

### Trò lừa đảo
Hàng chục người thừa nhận họ đã cố tình giả mạo Bigfoot. Một ví dụ là vào năm 1982, Mullens Rant cuối cùng phải thừa nhận rằng chính ông và bạn bè đã khắc tạc bức tượng Bigfoot.